# Raschid bin Maktum
Scheich Raschid bin Maktum (arabisch راشد بن مكتوم, DMG Rāšid b. Maktūm; † 7. April 1894) wurde am 22. November 1886 nach dem Tod seines Bruders und Herrschers von Dubai, Scheich Hascher bin Maktum, von den Stammesältesten zum Herrscher des Emirates Dubai gewählt, da der Sohn Scheich Haschers, Scheich Maktum bin Hascher zu jung war.
Dies stellte den ersten Riss in der Erbfolge dar, da erstmals nicht ein Sohn des amtierenden Herrschers, sondern der Bruder die Herrschaft antrat. Er war sehr geachtet und setzte die Politik seines Vorgängers fort. 1891 unterstützte er den Herrscher des Emirates Abu Dhabi Zayed bin Khalifa mit 100 Kamelen und 30 Reitern in einem Krieg um eine strategisch wichtige Oase. Seine Herrschaft war geprägt von der englischen Kolonialmacht. Am 6. und 8. März 1892 unterzeichnete er zusammen mit den anderen Herrschern von Abu Dhabi, Schardscha, Umm al-Qaiwain und Adschman in Ra’s al-Chaima den sogenannten Treaty of Exclusivity, welches die Scheichtümer als Kolonie, an die englische Kolonialmacht band sowie beinhaltete, dass sie kein Land an eine andere Regierung verkaufen, verleihen oder sonst wie überlassen durften, mit Ausnahme von England. Das Abkommen sicherte den Engländern die Kontrolle über den Golf von Oman und regelte die Unterstützung in Fragen der Ausbildung und Gesundheit in den Emiraten. Dies war u. a. eine der Grundlagen für den späteren Reichtum Dubais. Ebenfalls 1892 heiratete er in Buraimi in den dort ansässigen Al Bu Shamis Stamm ein. Buraimi, eine fruchtbare Oase, war zu dieser Zeit ein strategisch wichtiger Ort. Scheich Raschid erkrankte im Jahr seiner Hochzeit und starb zwei Jahre später. Zu seinem Nachfolger wurde nun Scheich Maktum bin Hascher ernannt.
Scheich Raschid bin Maktum hatte zwei Söhne Buti und Said, die jedoch nie eine wesentliche Rolle in der Regierung von Dubai spielten. Aus Unzufriedenheit über die Politik des Nachfolgers ihres Vaters als Emir von Dubai, Scheich Maktum bin Hascher, unternahmen sie einen Putschversuch. Infolge dieses Putschversuches wurden sie festgenommen und in Dubais al-Fahidi-Fort eingesperrt. Der Herrscher des Nachbaremirates Schardscha, Scheich Saqr (II.) bin Khalid al-Qasimi, setzte sich für sie ein und bot ihnen Exil an. Da Scheich Maktum bin Hascher sie als Mitglied der regierenden Familie betrachtete, stimmte er diesem Exil zu. Beide blieben in Schardscha für eine Dekade und kamen erst nach dem Tod von Maktum bin Hascher zurück nach Dubai.